# لیئنتین پرایس
لیئنتین پرایس (انگلیسی: Leontyne Price؛ زادهٔ ۱۰ فوریه ۱۹۲۷) یک خواننده سوپرانوی اپرا اهل ایالات متحده آمریکا است.
اوج شهرت او در دهه‌های ۵۰ و ۶۰ میلادی بود و نخستین بانوی سیاهپوستی محسوب می‌شود که خوانندهٔ اول تالار اپرای متروپولیتن نیویورک شد.
وی در طول حیاتِ هنری خود، برندهٔ جوایزی گوناگونی همچون نشان اسپینگارن، نشان افتخار آزادی رئیس‌جمهوری، جایزه مرکز کندی، نشان ملی هنر و ۱۹ جایزه گرمی شده است.